# جويس ماكلولين
جويس ماكلولين (بالإنجليزية: Joyce McLaughlin)‏ هي رياضياتية أمريكية، ولدت في 8 أكتوبر 1939، وتوفيت في 23 أكتوبر 2017.